# Rhapidophyllum hystrix
Rhapidophyllum es un género monotípico con una única especie:  Rhapidophyllum hystrix, perteneciente a la familia  de las palmeras (Arecaceae). 

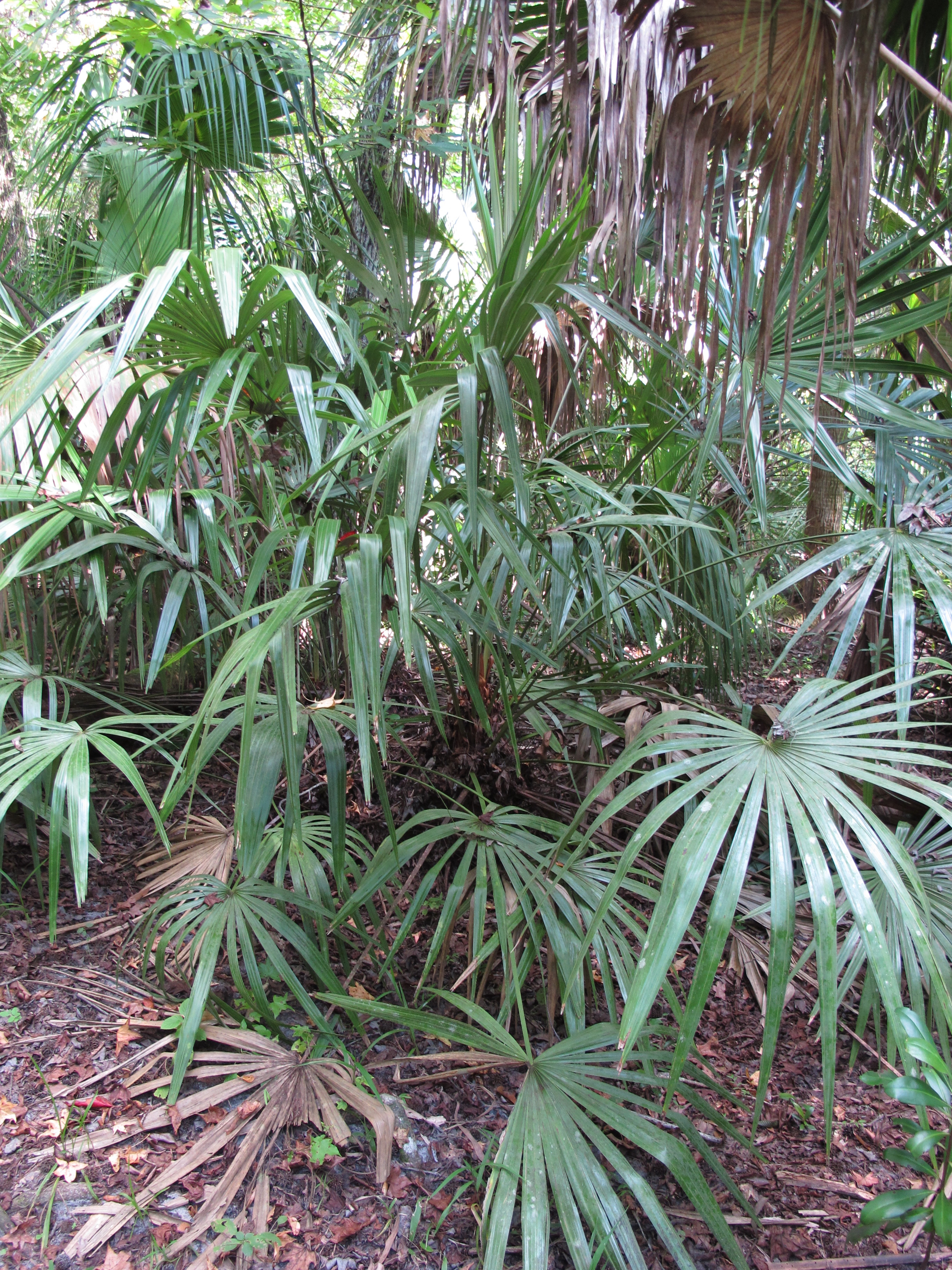
Vista de la planta

## Distribución y hábitat
El género está muy extendido en el bosque, donde le gusta el suelo húmedo o inundado.  Se encuentra en los estados de Georgia, Carolina del Norte, Misisipi y Florida.  
Es muy resistente, algunos especímenes de Rhapidophyllum hystrix han sobrevivido temperaturas de alrededor de -20 °C.

## Descripción
Es una palmera enana.  El estípite es solitario, muy corto, no exceda de 1.50 m de altura. Pero con la corona, puede alcanzar una altura de 2 a 3 metros.  Las hojas son palmeadas y tienen un largo tallo que termina con decenas de foliolos (8-16). En la edad adulta, cada hoja tiene más de 2 metros de largo, con foliolos de 60 a 80 cm. Es una palma generalmente dioica, con flores masculinas y femeninas que se encuentran en plantas separadas.  Las flores nacen en una densa y corta inflorescencia en la parte superior.  El fruto es una drupa de color marrón.

## Taxonomía
Rhapidophyllum hystrix fue descrita por (Pursh) H.Wendl. & Drude y publicado en Botanische Zeitung (Berlin) 34: 803. 1876.
Etimología
Rhapidophyllum: nombre genérico que combina el nombre de Rhapis  con phyllon = "hoja", tal vez en alusión a la similitud en la división de la hoja en los dos géneros.
Sinonimia
- Corypha hystrix Fraser ex Thouin (1803).
- Chamaerops hystrix (Fraser ex Thouin) Pursh (1813).
- Sabal hystrix (Fraser ex Thouin) Nutt. (1822).
- Rhapis caroliniana Kunth (1841).[3]